# Амано Дзюн
Амано Дзюн (яп. 天野 純; нар. 19 липня 1991) — японський футболіст, що грав на позиції півзахисника.

## Клубна кар'єра
Протягом 2014—2019 років грав за команду «Йокогама Ф. Марінос». З 2019 року захищає кольори «Локерен».

## Кар'єра в збірній
Дебютував 2018 року в офіційних матчах у складі національної збірної Японії.

## Статистика виступів
| Збірна Японії | Збірна Японії | Збірна Японії |
| Рік           | Матчі         | Голи          |
| ------------- | ------------- | ------------- |
| 2018          | 1             | 0             |
| Загалом       | 1             | 0             |